# 마크로스 프론티어
《마크로스 프론티어》(マクロスF, MACROSS Frontier)는 마크로스의 세계관을 배경으로 하는 텔레비전 애니메이션이다. 사테라이트에서 애니메이션으로 제작하고 마이니치 방송에서 2008년 4월 3일에 방영을 시작하여 같은해 9월 25일에 총 25화로 종영되었다. 정규 방영에 앞서 2007년 12월 23일에 본편의 1화를 편집한 선행방영판을 방영했다.
텔레비전 애니메이션이 방영되기 앞서 아오키 하야토에 의해 2007년 12월 26일부터 월간 소년 에이스에서, 그리고 쿠로이와 요시히로에 의해 란카를 주인공으로 한 초시공 가무녀 란카가 2008년 1월 26일부터 월간 콤프 에이스에서 연재되고 있다. 두 만화는 모두 가도카와 쇼텐에서 출판된다.

## 등장인물

### 주요
사오토메 알토 (早乙女アルト, 소설판은 早乙女 有人)
성우 - 나카무라 유이치
작중 주인공. 미호시 학원 고등부 파일럿 편성 코스에 재학 중인 남자 아이, 여자로 착각할 수 있는 외모를 지닌 콤플렉스를 품고 있다. 대대로 가부키 배우를 배출한 집안에서 태어나 어릴 적에는 무대에 서기도 했지만, 아버지와의 대립과 하늘을 날고 싶은 소망에서 고등부에서는 파일럿 편성 코스로 진학했다. 바쥬라 습격시 발키리에 탑승, 란카 리를 구해주며 S.M.S에 들어가게 된다. 스컬 소대 소속의 콜사인 스컬4. 계급 중위.
란카 리 (ランカ・リー)
성우 - 나카지마 메구미
작중 히로인. 작지만 밝고 천진난만하고 셰릴을 동경하여 특기인 노래를 살린 가수가 되고자 하는 15세의 여자 아이, 젠트라디의 피가 일부 섞인 쿼터로서 감정에 따라 머리카락이 움직이는 특징이 있다. 오빠인 오즈마의 권유로 이름난 여자고등학교에 다니면서 중화반점 냥냥에서 아르바이트를 하고 있다. 천진난만하고 활발한 성격을 지녔다.
11년 전 알 수 없는 적의 공격으로 제117차 대규모 조사단이 괴멸당한 사건에서 살아남은 생존자로 당시의 기억을 해리성 기억 상실에 의해 잃었다. 사건 직후, 오즈마에게 거두어져 의붓남매로서 자랐다. 알토와 미하엘의 조언에 따라 가수의 길을 걷기 시작하였다.
셰릴 노므 (シェリル・ノーム)
성우 - 엔도 아야
작중 히로인. 은하 히트 채널에 항상 가장 높게 자리잡고 있어서 별명 '은하계의 요정'으로도 알려져 있는 마크로스 갤럭시에서 온 17세의 아이돌 가수이다. 오만하고 긍지높은 성격이지만, 운명은 스스로의 정열과 노력을 개척한다는 신조에 따라 자신의 힘으로 지금의 위치에 올라섰다.
콘서트 투어를 위해 마크로스 프론티어를 찾아왔다. 첫 공연에서 콘서트의 흥을 돋우기 위해 아크로뱃 비행을 했던 알토에게 도움을 받은 뒤, 만나게 될 때마다 은하계의 요정인 가수로서 취급하지 않고 자신을 대하는 그에게 흥미를 갖기 시작하였다. 고별 콘서트를 마치고 마크로스 갤럭시가 바쥬라에 의해 공격받는 상황에 맞닥뜨리자, 미호시 학원을 견학하고 파일럿 편성 코스로 편입하였다.

### 미호시 학교
미하엘 블랑 (ミハエル・ブラン)
성우 - 카미야 히로시
알토의 라이벌이자 루카의 선배, 애칭인 미셀로도 불린다. 알토와는 라이벌 사이로서 파일럿 편성 코스에서 1,2위를 다투고 있다. S.M.S.에서 계급은 소위이며, 스콜 소대에서 콜사인 "스컬2"로서 저격에 특화된 VF-25G에 탑승한다. 알토에게 알토 공주라는 별명을 붙인 장본인으로 그의 반응을 즐긴다. 여자를 좋아하며 노린 상대는 반드시 잡는 것을 모토로 삼고 있다.
루카 안젤로니 (ルカ・アンジェローニ)
성우 - 후쿠야마 쥰
알토, 블랑의 후배로 같은 미호시 학원 고등부의 파일럿 편성 코스에 재학 중이다. 미하엘과 마찬가지로 S.M.S.의 스컬 소대에서 콜사인 "스컬3"로서 전자전/정보전에 특화된 RVF-25에 탑승한다. 컴퓨터와 같은 전자장비에서 명석함을 보이며, 방위산업체 집안의 구성원이다. 마츠우라 나나세를 사모하고 있다.
마츠우라 나나세 (松浦 ナナセ)
성우 - 쿠와시마 호코
란카의 중화반점 냥냥에서의 아르바이트 동료이자, 알토와 미하엘, 루카의 클래스메이트이다. 어른스러운 성격으로, 가수가 되고자 하는 란카를 응원하고 있다.

### S.M.S.
신통합군에 고용된 민간군사기업, 사설특무기관으로 마크로스 프론티어에 주둔하고 있다. 군수업체로부터 VF-25의 시험을 의뢰받아 시험운용 중이다. 모함은 마크로스 쿼터.
오즈마 리 (オズマ・リー)
성우 - 코니시 카츠유키
옛 신통합군 출신의 S.M.S. 스컬 소대의 대장, 계급 소령. 많은 경험을 쌓아 좋은 실력을 갖추고 생명을 중시하여 동료들에게 두터운 신뢰를 받고 있다. 여동생인 란카에게는 매우 상냥하고 보호하려는 마음이 강해 연예계에 관련되는 가수 지망을 심하게 반대하였으며, 걱정을 끼치지 않게 하기 위해 인사부로 옮겨서 일하고 있다는 거짓말로 그녀를 안심시키고 있었다. 신통합군의 주임 오퍼레이터인 캐시 글라스와는 과거 연인 사이였다.
카나리아 베르슈타인 (カナリア・ベルシュタイン)
성우 - 쿠와시마 호코
S.M.S. 스컬 소대에 소속하는 쾨니히 몬스터의 파일럿으로 계급은 중위이다. 입이 무겁고 말수가 적으나, 무게있는 말을 하기에 자주 오즈마에게 상담을 받고 있다. 의사 자격을 갖고 있어 평소에 부상당한 동료를 돌보기도 한다.
보비 마르고 (ボビー・マルゴ)
성우 - 미야케 켄타
마크로스 쿼터의 조타사로 계급은 대위, 동성애자로 여성스러운 언동과 미용사로 일했던 경력에 의해 S.M.S.의 여성들에게 좋은 이해자로 두터운 신뢰를 받고 있다. 오즈마에게 전할 수 없는 연심을 품고 있다.
헨리 길리엄 (ヘンリー・ギリアム)
성우 - 오하라 타카시
S.M.S. 스컬 소대의 파일럿으로 알토의 전임자, 계급은 대위이다. 아일랜드1 거주지에 침입한 바쥬라를 격퇴하기 위해 추격하던 도중 기체가 잡히자 콕핏에서 뛰쳐나가 계속 저항하였으나 바쥬라의 손에 잡혀 압사로 순직했다. 소대에서 유일하게 유부남이었으나, 민간군사기업에 소속되어 있었기에 그의 아내에게는 작전 중 전사당한 과정이 알려지지 않았다.
제프리 와일더 (ジェフリー・ワイルダー)
성우 - 오카와 토루
S.M.S. 마크로스 쿼터의 함장으로 계급은 대령. 젊은 시절에는 파일럿으로서 통합군의 모함에 타고 있었다.
크란 크란 (クラン・クラン)
성우 - 토요구치 메구미
S.M.S.의 야전 부대원으로 픽시 부대에 소속하고 있는 젠트라디 파일럿, 계급은 대위로 붉은 색의 쿼드런 레어에 탑승하여 전투에 임한다. 마이크로화했을 때의 모습이 어린아이처럼 변하는 점이 특징이다. 미하엘과는 소꿉친구로 짝사랑하고 있다.
네네 로라 (ネネ・ローラ)
성우 -
젠트라디인, 픽시 부대의 부대원.
라라미아 레레니아 (ララミア・レレニア)
성우 -
젠트라디인, 픽시 부대의 부대원.
모니카 랭 (モニカ・ラング)
성우 - 타나카 리에
마크로스 쿼터의 관제를 맡고 있는 치프 오퍼레이터, 진지한 성격으로 미나와 람 두 사람을 챙기는 역할을 맡고 있다. 의외로 나이 차이가 많이 나는 제프리 와일더 함장을 사모하고 있다.
미나 로샨 (ミーナ・ローシャン)
성우 - 히라노 아야
마크로스 쿼터의 함내 상태 관리를 주로 맡고 있는 IQ 180의 오퍼레이터, 얼빠진 분위기다.
람 호아 (ラム・ホア)
성우 - 후쿠하라 카오리
마크로스 쿼터에서 무기 관제를 맡고 있는 오퍼레이터, 데이터를 수집하고 분석하는 것이 취미이다. 말수는 적지만, 정곡을 찌르는 말을 내뱉는다.

### 신통합군
캐서린 그라스 (キャサリン・グラス)
성우 - 코바야시 사나에
신통합군 참모본부에 소속하는 여성 군인으로 계급은 중위. 대학을 수석을 졸업하고 신통합군에 입대했다. 엘리트 코스로의 길을 나아가고 있다. 오즈마와 사귀기도 했지만 헤어졌다. 마크로스 갤럭시를 구조하기 위한 첫 공격에서 감찰관으로서 마크로스 쿼터에 동승하였다. 미스 마크로스 프론티어에서 준우승을 했던 경력이 있다.
미시마 레온 (レオン・三島)
성우 - 스기타 토모카즈
신통합정부 대통령 직속 보좌관, 캐시의 약혼자. 바쥬라 대처 책임자로서 바쥬라에 대한 정보제한을 맡고 있다. 11년 전에 있었던 제17차 대규모 조사단 실종사건의 진실이 발각되지 않도록 란카의 연예계 진입을 막고 있다. 그레이스 O.코너와 음모를 꾸미고, 대통령 암살을 통해 권력을 손에 넣는다.
하워드 그라스 (ハワード・グラス)
성우 - 니시무라 토모미치
신통합정부의 대통령, 프론티어의 행정을 책임지고 있다. 캐서린의 아버지.

### 그외
그레이스 오코너 (グレイス・オコナー)
성우 - 이노우에 키쿠코
상냥하지만 화가 나면 무서운 성격을 지닌 셰릴의 매니저. 같은 마크로스 갤럭시 출신이다. 프론티어에서는 불법인 임플란트 수술을 받아 전뇌화되어 있다.
사오토메 란조 (早乙女 嵐蔵)
가부키 가문인 사오토메 가의 18대 당주이자 알토의 아버지, 엄격한 사람으로 대를 잇지 않고 파일럿이 되려는 아들과는 사이가 좋지 않다.
브레라 스턴 (Brera Sterne)
성우 - 호시 소이치로
붉은 YF-27의 파일럿, 계급 소령. 몸의 일부가 사이보그화되어, 알토를 훨씬 뛰어넘는 조종 실력을 보유하고 있다. 하모니카를 목에 걸고 있으며 란카처럼 과거의 기억이 지워져 있다. 그레이스 오코너의 명령을 수행하며, 란카의 보디가드 역할을 맡게 된다. 종종 알토와 대립하며, 끝에 란카와는 남매지간임이 밝혀진다.
사오토메 야사부로 (Yasaburoh Saotome)
알토의 형. 가부키에 대한 알토의 천부적인 재능을 인정하고 있으며, 집요할 정도로 끊임없이 알토가 돌아오기를 설득한다. 평소에 눈을 감고 있으나 중요한 순간이나 알토에게 강하게 말할 때 종종 눈을 뜬 모습으로 나온다.

## 등장함선
마크로스 쿼터:400m의 쿼터급이면서도 '마크로스'라고 칭해지고 있는 S.M.S의 주력함
명중한 적을 일격에 파괴시키는 마크로스 캐논을 주포로 장비.
배틀 프론티어:프론티어 선단의 주력함, 전장은 알 수 없지만 약 10년 전의 함선인 '배틀7' 전장이 2km가 넘었던 것으로 보아 최소 2km는 넘을 것이라 예상
배틀 갤럭시:바쥬라의 공격으로 행방불명되었던 갤럭시 선단의 주력함, 배틀 프론티어와 동급
SDF-1:인류의 첫 마크로스급 함선, 하지만 인류가 만든것이 아니라 우주에서 떨어진 포격전함을 개수한 것이다. 로봇으로의 변신은 의도한 것이 아니었으며 주포가 망가져 주포를 발사하기 위해 함내의 모듈들을 옮기다보니 로봇모양이 된 것이고 이 로봇모양은 강공형으로 불리며 의외로 전투에 효과적이라 판단돼 후에 건조된 마크로스급과 신마크로스급에도 로봇으로의 변신이 적용되었다
메가로드-1 : 인류의 가장 첫 이민선, 초시공요새 마크로스에 등장한 인류의 첫 마크로스급 함선인 'SDF-1 마크로스'의 후속함으로써 처음엔 전투용 함선으로 건조중이었지만 젠트라디와의 전쟁(제1차 성계전쟁)후 이민선으로 전용되었다.2012년 마크로스 최초 시리즈의 주인공인 이치죠 히카루, 하야세 미사(메가로드-1함장)그리고 전설적 여가수인 린 민메이와 8만여명의 이민자들이 탑승하여 출항하였으나 2016년 통신이 끊겨 현재까지 공식적으로 행방불명 상태이다.
글로벌 : 19년 전, 란카의 가족이 타고있던 117차 조사선단의 실종사건에서
바쥬라에게 습격받은마크로스급 기함, 후에 가리아4 행성에 추락한후 바쥬라의 둥지로 사용되었다.

## 음악

### 선행방송

#### 닫는 노래
〈사랑, 기억하시나요 (愛・おぼえていますか 아이, 오보에테 이마스카[*]〉
노래: 란카 리, 작곡: 카토 카즈히코, 편곡: 칸노 요코, 작사: 야스이 카즈미

#### 삽입곡
〈사수자리 오후 9시 don't be late (射手座☆午後九時Don't be late 이테자 고고 로쿠지[*]〉
노래: 셰릴 노므, 작곡/편곡: 칸노 요코, 작사: 사토 다이, 할, 스기야마 마이쿠
〈What 'bout my star?〉
노래: 셰릴 노므, 작곡/편곡: 칸노 요코, 작사: hal

### 정규방송

#### 여는 노래
〈트라이앵글러 (トライアングラー 토라이앙그라[*])〉
노래: 사카모토 마아야, 작곡/편곡: 칸노 요코, 작사: 가브리엘라 로빈

#### 닫는 노래
〈아이모 (アイモ〉 (1,7화)
노래: 란카 리, 작곡/편곡: 칸노 요코, 작사: 가브리엘라 로빈
〈다이아몬드 크레버스 (ダイヤモンド クレバス 다이야몬도 쿠레바스[*])〉 (2화~)
노래: 셰릴 노므, 작곡/편곡: 칸노 요코, 작사: hal

#### 삽입곡
〈초시공 반점 냥냥 (超時空飯店 娘々 쵸지쿠반테 냥냥[*])〉 (1화)
노래: 린 민메이, 작사/편곡: 칸노 요코
〈사수좌 오후9시 don't be late (射手座☆午後九時Don't be late 이테자 고고 쿠지[*]〉 (1,7화)
노래: 셰릴 노므 starring May'n, 작곡/편곡: 칸노 요코, 작사: 사토 다이, 할, 스기야마 마이쿠
〈What 'bout my star?〉 (1,5화)
노래: 셰릴 노므 starring May'n (1,5화), 란카 리(5화) , 작곡/편곡: 칸노 요코, 작사: 할
〈돌격 러브 하트 (突撃ラブハート 도츠게키 라브하토[*])〉 (2화)
노래: 파이어 봄버, 작곡: 카와우치 쥰이치, 작사: 이노조 K.
〈다이아몬드 크레버스 (ダイヤモンド クレバス 다이야몬도 쿠레바스[*])〉 (2, 6화)
노래: 셰릴 노므 starring May'n, 작곡/편곡: 칸노 요코, 작사: hal
〈아이모 (アイモ〉 (3,8화)
노래: 란카 리, 작곡/편곡: 칸노 요코, 작사: 가브리엘라 로빈
〈SMS 소대의 노래 그 여자애는 외계인 (SMS小隊の歌〜あの娘はエイリアン)〉 (4화)
노래: SMS의 모두들, 작곡/편곡: 칸노 요코, 작사: 카와모리 쇼지
〈내 남자친구는 파일럿 (私の彼はパイロット 와타시노 카레와 파이롯토[*])〉 (4화)
노래: 란카 리, 작곡: 하네다 켄타로, 편곡: 칸노 요코, 모가리 히사아키, 작사: 아사 아카네, 원곡: 린 민메이
〈우주형제함 (宇宙兄弟船 우쥬쿄다이센[*])〉 (5화)
작곡/편곡: 칸노 요코, 작사: 히토쿠라 히로시
〈What 'bout my star?@프로모션 (What 'bout my star?@フォルモ)〉 (5화)
노래: 란카 리, 작곡/편곡: 칸노 요코, 작사: hal
〈인피니티 (インフィニティ)〉 (7화)
노래: 셰릴 노므, 란카 리, 작곡/편곡: 칸노 요코, 작사: 이와사토 유호
〈당근 Loves you Yeah! (ニンジーン Loves you Yeah! 닌진[*]〉 (8화)
노래: 란카 리, 작곡/편곡: 칸노 요코, 작사: 히토쿠라 히로시

## 부제목
1. 2007년 12월 23일 (선행방송) / 2008년 4월 3일, クロース・エンカウンター - 크로스 인카운터 (Close encounter)
2. 2008년 4월 10일, ハード・チェイ - 하드 체이스 (Hard chase)
3. 2008년 4월 17일, オン・ユア・マークス - 온 유어 마크 (On your mark)
4. 2008년 4월 24일, ミス・マクロス - 미스 마크로스 (Miss Macross)
5. 2008년 5월 1일, スター・デイト - 스타 데이트 (Star date)
6. 2008년 5월 8일, バイバイ・シェリル - 바이바이 쉐릴 (Byebye sheryl)
7. 2008년 5월 15일, ファースト・アタック - 퍼스트 어택 (First attack)
8. 2008년 5월 22일, ハイスクール・クイーン - 하이스쿨 퀸 (High school queen)
9. 2008년 5월 29일, フレンドリー・ファイア - 프렌드리 파이어 (Friendly fire)
10. 2008년 6월 5일, レジェンド・オブ・ゼロ - 제로의 전설 (Legend of Zero)
11. 11화 미싱.버스데이
12. 12. FASTEST.DELIVERY
13. 13. Memory of Global
14. 14. Mother's lullaby
15. 15. Lost Piece
16. 16 Ranka Attack 란카어택
17. 17 Good-bye.Sister
18. 18 Fold Fame
19. 19 트라이 앵글러
20. 20 Diamod Crevasse
21. 21 푸른 에테르
22. 22 Northern cross
23. 24 Last Fronier